# Shoot to Thrill
«Shoot to Thrill» es la segunda canción del álbum de estudio titulado Back in Black de la banda australiana de hard rock AC/DC. Es posible encontrarla en el disco recopilatorio AC/DC: Iron Man 2, como primera pista.

## Vídeo musical
El 26 de enero de 2010, el vídeo musical de «Shoot to Thrill» fue lanzado con imágenes exclusivas de la película Iron Man 2. Se usaron también escenas de los conciertos en vivo que la banda dio a finales de 2009 en el estadio Antonio Vespucio Liberti, Buenos Aires, Argentina.

## Usos
- Esta canción ha sido utilizada en varias películas y programas de televisión, incluyendo:

Promoción de la película xXx: Estado de emergencia.
- TV para la promoción de Will Ferrell en la película Talladega Nights: The Ballad of Ricky Bobby.
- En The Dukes of Hazzard.
- Es la canción de presentación del programa Caiga quien caiga.
- Es la primera canción de la exitosa película Iron Man 2.
- La versión en vivo fue uno de los dos canciones de AC/DC durante el evento WrestleMania XXV de la World Wrestling Entertainment. La otra fue «War Machine» del álbum Black Ice.
- Nombre del título para el episodio de Degrassi: «The Next Generation».
- Usada con frecuencia en el programa de televisión colombiano Barranquillero, conducido por Camilo Villalobos Torres.
- En la película L.A. Noire, en las escenas del detective Makenrow.
- Suele aparecer con frecuencia en el programa de TV argentino RSM.
- Aparece en un episodio de la primera temporada de la comedia Mike & Molly, emitida en Latinoamérica por Warner Channel.
- Se usó como canción oficial del videojuego Call of Duty: Modern Warfare 3.
- En la película The Avengers se logra escuchar en la primera participación del personaje Iron Man.
- Fue una de las siete canciones de AC/DC incluidas en la Lista de canciones inapropiadas según Clear Channel Communications tras los atentados del 11 de septiembre de 2001.[1]